# غاسبار أوليل
غاسبار أوليل (بالفرنسية: Gaspard Ulliel)‏ (25 نوفمبر 1984 - 19 يناير 2022)، ممثل أفلام فرنسي.

## روابط خارجية
- غاسبار أوليل على موقع IMDb (الإنجليزية)
- غاسبار أوليل على موقع ميتاكريتيك (الإنجليزية)
- غاسبار أوليل على موقع روتن توميتوز (الإنجليزية)
- غاسبار أوليل على موقع ألو سيني (الفرنسية)
- غاسبار أوليل على موقع أول موفي (الإنجليزية)
- غاسبار أوليل على موقع قاعدة بيانات الأفلام السويدية (السويدية)
- غاسبار أوليل على موقع إن إن دي بي (الإنجليزية)
- غاسبار أوليل على موقع قاعدة بيانات الفيلم (الإنجليزية)
- غاسبار أوليل على موقع كينوبويسك (الروسية)